# Kanton Val d’Oingt
Der Kanton Val d’Oingt (früher Le Bois-d’Oingt) ist seit 1790 ein französischer Wahlkreis im Département Rhône in der Region Auvergne-Rhône-Alpes. Er umfasst 23 Gemeinden im Arrondissement Villefranche-sur-Saône und hat seinen Hauptort (frz.: bureau centralisateur) in Val d’Oingt. Durch die landesweite Neuordnung der französischen Kantone wurde er 2015 vergrößert.

## Gemeinden
Der Kanton besteht aus 23 Gemeinden mit insgesamt 30.130 Einwohnern (Stand: 2022) auf einer Gesamtfläche von 197,70 km²:
| Gemeinde                 | Einwohner 1. Januar 2022 | Fläche km² | Dichte Einw./km² | Code INSEE | Postleitzahl |
| ------------------------ | ------------------------ | ---------- | ---------------- | ---------- | ------------ |
| Alix                     | 772                      | 3,61       | 214              | 69004      | 69380        |
| Bagnols                  | 758                      | 7,35       | 103              | 69017      | 69620        |
| Belmont-d’Azergues       | 717                      | 1,51       | 475              | 69020      | 69380        |
| Bully                    | 2.144                    | 12,59      | 170              | 69032      | 69210        |
| Chamelet                 | 703                      | 14,43      | 49               | 69039      | 69620        |
| Charnay                  | 1.031                    | 7,06       | 146              | 69047      | 69380        |
| Châtillon                | 2.184                    | 10,71      | 204              | 69050      | 69380        |
| Chessy                   | 2.058                    | 4,55       | 452              | 69056      | 69380        |
| Cogny                    | 1.198                    | 5,83       | 205              | 69061      | 69640        |
| Frontenas                | 905                      | 3,42       | 265              | 69090      | 69620        |
| Le Breuil                | 528                      | 5,63       | 94               | 69026      | 69620        |
| Légny                    | 699                      | 3,97       | 176              | 69111      | 69620        |
| Létra                    | 907                      | 14,64      | 62               | 69113      | 69620        |
| Moiré                    | 243                      | 2,03       | 120              | 69134      | 69620        |
| Porte des Pierres Dorées | 4.079                    | 13,33      | 306              | 69159      | 69400, 69640 |
| Sainte-Paule             | 330                      | 7,50       | 44               | 69230      | 69620        |
| Saint-Germain-Nuelles    | 2.252                    | 8,54       | 264              | 69208      | 69210        |
| Saint-Jean-des-Vignes    | 472                      | 2,57       | 184              | 69212      | 69380        |
| Saint-Vérand             | 1.147                    | 17,58      | 65               | 69239      | 69620        |
| Ternand                  | 747                      | 10,75      | 69               | 69245      | 69620        |
| Theizé                   | 1.293                    | 11,89      | 109              | 69246      | 69620        |
| Val d’Oingt              | 4.143                    | 18,10      | 229              | 69024      | 69620        |
| Ville-sur-Jarnioux       | 820                      | 10,11      | 81               | 69265      | 69640        |
| Kanton Val d’Oingt       | 30.130                   | 197,70     | 152              | 6904       | –            |

Bis zur Neuordnung gehörten zum Kanton Val d’Oingt die 18 Gemeinden Bagnols, Chamelet, Chessy, Châtillon, Frontenas, Jarnioux, Le Bois-d’Oingt, Le Breuil, Légny, Létra, Moiré, Oingt, Saint-Laurent-d’Oingt, Saint-Vérand, Sainte-Paule, Ternand, Theizé und Ville-sur-Jarnioux. Sein Zuschnitt entsprach einer Fläche von 146,86 km2. Er besaß vor 2015 einen anderen INSEE-Code als heute, nämlich 6906.
Mit Wirkung vom 1. Januar 2013 wurden die früheren Gemeinden Nuelles und Saint-Germain-sur-l’Arbresle, damals noch im Kanton L’Arbresle, zur Gemeinde Saint-Germain-Nuelles zusammengelegt.

## Veränderungen im Gemeindebestand seit der landesweiten Neuordnung der Kantone
2019:
- Fusion Jarnioux und Porte des Pierres Dorées → Porte des Pierres Dorées

2017: 
- Fusion Liergues und Pouilly-le-Monial → Porte des Pierres Dorées
- Fusion Le Bois-d’Oingt, Oingt und Saint-Laurent-d’Oingt → Val d’Oingt

## Politik
| Vertreter im Départementsrat | Vertreter im Départementsrat    | Vertreter im Départementsrat |
| Amtszeit                     | Namen                           | Partei                       |
| ---------------------------- | ------------------------------- | ---------------------------- |
| 1998–2015                    | Charles Bréchard                | UDF                          |
| 2015–                        | Antoine Duperray Martine Publié | Les Républicains             |